# Luciana Sandoval
Pour les articles homonymes, voir Sandoval.
 (août 2025).
Motif : Insuffisamment de sources secondaires démontrant le notoriété requise pour un article Cf WP:CAA et WP:NPER
- Archive Wikiwix
- Bing
- Cairn
- DuckDuckGo
- E. Universalis
- Gallica
- Google
- G. Books
- G. News
- G. Scholar
- Persée
- Qwant
- (zh) Baidu
- (ru) Yandex
- (wd) trouver des œuvres sur Wikidata

| 1. | Préciser le motif de la pose du bandeau. | Précisez le motif de la pose du bandeau en utilisant la syntaxe suivante : {{admissibilité à vérifier\|date=août 2025\|motif=remplacez ce texte par le motif}}                        |
| 2. | Informer les utilisateurs concernés.     | Pensez à avertir le créateur de l'article, par exemple, en insérant le code ci-dessous sur sa page de discussion : {{subst:avertissement admissibilité à vérifier\|Luciana Sandoval}} |

Luciana Sandoval, Luciana José Sandoval de Rubio de son nom complet, née le 17 novembre 1980 à San Salvador au Salvador, est une présentatrice de télévision, une danseuse et une mannequin salvadorienne. Elle a dansé avec le ballet national. Elle a été l'hôte de l'émission de télévision sur la danse Bailando por un Sueño. Par la suite, elle a été l'hôte de l'émission de télévision du matin Viva la Mañana (en).